# Gitssjö-Bleriken
Gitssjö-Bleriken är en sjö i Vilhelmina kommun i Lappland och ingår i Ångermanälvens huvudavrinningsområde. Sjön har en area på 0,175 kvadratkilometer och ligger 676 meter över havet. Gitssjö-Bleriken ligger i Gitsfjället Natura 2000-område. Sjön avvattnas av vattendraget Gitsån.

## Delavrinningsområde
Gitssjö-Bleriken ingår i det delavrinningsområde (719595-149105) som SMHI kallar för Utloppet av Gitssjö-Bleriken. Medelhöjden är 770 meter över havet och ytan är 2,43 kvadratkilometer. Det finns inga avrinningsområden uppströms utan avrinningsområdet är högsta punkten. Gitsån som avvattnar avrinningsområdet har biflödesordning 4, vilket innebär att vattnet flödar genom totalt 4 vattendrag innan det når havet efter 293 kilometer. Avrinningsområdet består mestadels av skog (50 procent) och kalfjäll (42 procent). Avrinningsområdet har 0,18 kvadratkilometer vattenytor vilket ger det en sjöprocent på 7,2 procent.